# Glycera mexicana
Glycera mexicana är en ringmaskart som först beskrevs av Chamberlin 1919.  Glycera mexicana ingår i släktet Glycera och familjen Glyceridae. Inga underarter finns listade i Catalogue of Life.